# Jiří Hledík
Jiří Hledík (Pardubice, 19 aprile 1929 – Hradec Králové, 25 aprile 2015) è stato un calciatore cecoslovacco, di ruolo centrocampista.

## Palmarès

### Club

#### Competizioni nazionali
- Campionato cecoslovacco: 1

Hradec Králové: 1959-1960